# Ендрю Ваятт
Ендрю Ваятт Блейкмор (англ. Andrew Wyatt Blakemore) — американський музикант, продюсер, співак та автор пісень. Народився та виріс на Мангеттені, штат Нью-Йорк, він почав свою кар'єру, граючи в таких нью-йоркських групах, як The A.M. і Black Beetle. Виявивши широку популярність як вокаліст шведського електронного поп-гурту Miike Snow, Ваятт став обличчям випуску їх визнаного дебютного альбому у 2009 році. Протягом часу, що пройшов з того моменту, він разом із групою випустив два інші альбоми, а також представив свій сольний дебют Descender на лейблі Downtown Records у 2013 році. Таким чином, Ваятт активно розширює своє музичне портфоліо, залишаючи невиїмне враження у світі електронної музики.
Ваятт працював з іншими артистами, писав та/або продюсував пісні з такими артистами як Ліам Ґаллахер, Леді Гага, Лорд, Бруно Марс та інші. Як автор пісень Ваятт був двічі номінований на премію Греммі «Пісня року». У 2019 році він отримав премію «Греммі» за найкращу пісню, написану для візуальних медіа, за роботу з Леді Гагою, Марком Ронсоном та Ентоні Россомандо над піснею «Shallow» із фільму «Народження зірки »; 2018 року група також була нагороджена премією «Оскар» за найкращу оригінальну пісню.

## Молодість і освіта
Ендрю виріс на вулиці Перрі в Мангеттені, Нью-Йорк, в 1980-х роках, насичених музичним впливом і енергією великого міста. У віці 18 років він вирішив взятися за музичне творчість і разом з музикантом Грегом Керстіном заснував експериментальний поп-гурт під назвою Funkraphiliacs. Незважаючи на короткий термін існування, цей проєкт став важливим етапом у творчому розвитку Ваятта.
У віці 18 років, Ваятт підписав контракт із Capitol Records як сольний артист, почавши працювати над альбомом у відомих студіях Real World Пітера Габріеля. Протягом року він звертає свою творчість вздовж нових стежок, але труднощі залежності від наркотиків і психологічні проблеми виявилися важливими випробуваннями для нього, призводячи до госпіталізації.
Після періоду реабілітації Ваятт розташувався в невеликому гірському містечку в Колорадо. Тут, піддаючись впливу спокійного середовища, він вирішив приділити час власному відновленню і здобуттю нових знань. Ненадовго він навчався в Університеті Колорадо, розвиваючи свої інтереси та переосмислюючи свій творчий шлях. Цей період виявився для нього важливим етапом особистісного зростання та відкриття нових можливостей.

## Кар'єра
Після недовгого навчання в класичній консерваторії, Ваятт повернувся до Нью-Йорка і незабаром заснував гурт The A.M. спільно з Майклом Тіґе та Паркером Кіндредом, колишніми учасниками гурту Джеффа Баклі. В цей період група випустила свій единий альбом на лейблі Universal UK, але, на жаль, розпалася у 2005 році. Незважаючи на короткий термін існування, The A.M. залишили свій власний слід у музичній історії, а Ваятт продовжив свій творчий шлях, розкриваючи нові горизонти в своїй музичній кар'єрі.
Ваятт зараз є вокалістом і співавтором пісень для шведської групи Miike Snow.
Поза своїми власними проектами, Ваятт активно співпрацював з різними виконавцями, де брав участь у написанні та продюсуванні пісень для таких артистів, як Карл Барат, Марк Ронсон, Tiggers, Dragons of Zynth, Коко Самнер та інші. У 2011 році Ваятт разом із Бруно Марсом написав хіт "Grenade", який очолив чартові позиції у кількох країнах, включаючи США, і отримав номінацію на премію "Греммі" в категорії "Пісня року".
Останнім часом Ваятт розширює свої творчі горизонти, зачіпаючи область звукових інсталяцій та відеоарту для галерей. Недавно він здивував аудиторію своїм дебютом у сфері Waves, співпрацюючи з фотографом і відеохудожником Себастьяном Млинарським у виставці в Новому музеї в Нью-Йорку. Також Ваятт став частиною творчої команди, що створила музику для одноактного балету "Carbon Life" у 2012 році разом з Марком Ронсоном і Уейном Макгрегором. Його виразне втілення музичної та візуальної мистецтва свідчить про його непересічний талант і багатогранний внесок у світ музики та мистецтва.
Ваятт випустив свій дебютний сольний альбом Descender 16 квітня 2013 року на INGRID/Downtown Records, в альбомі брали участь Празький філармонічний оркестр із 75 учасників, а також Ентоні Россомандо з The Libertines, басист Spiritualized Бред Труакс, Деймон з Amen Dunes Макмехон і Джон Герндон з Черепахи. Єдине живе виконання альбому відбулося в Capitale у Нью-Йорку 10 травня 2013 року в рамках Downtown Festival. Короткометражний документальний фільм режисера Себастьяна Млинарського під назвою «The Making of Descender » був знятий у співпраці з The Creator's Project 19 березня 2013 року. У ході створення документального фільму, розглядаючи складнощі завершення альбому, розмовляли про виклики, що виникали лише за один місяць. Цей період виявився єдиним часом між гастролями гурту Miike Snow, що дозволило глибше поглянути на куліси процесу запису та висловити труднощі та творчі вирішення, які супроводжували створення альбому.
Перший сингл з проекту, під назвою «And Septimus...», був представлений для трансляції 19 лютого 2013 року. Музичне відео до цього синглу було зняте в захоплюючому місті Буенос-Айрес під режисерством талановитого Себастьяна Млинарського. Прем'єра відео відбулася на популярному музичному ресурсі Rolling Stone 7 травня 2013 року, залишаючи враження у шанувальників та критиків. Цей захоплюючий реліз обіцяє відкрити нові горизонти для творчого процесу та насолоджувати слухачів унікальною музичною атмосферою, пройнятою талантом і креативністю.
У травні 2015 року Wyatt співпрацював з Flume над його треком «Some Minds», який включає вокал і текст.
Ендрю Ваятт отримав премію «Оскар» за найкращу оригінальну пісню у 2019 році за «Shallow», яку він написав у співавторстві з Леді Гагою, Марком Ронсоном та Ентоні Россомандо. Для Ваятта, Ронсона та Россомандо це була перша номінація та перша перемога; для Леді Гаги це була друга номінація та перша перемога.
29 червня 2019 року Ваятт приєднався до Ліама Галлагера на сцені фестивалю Гластонбері 2019, зіграв на гітарі у пісні «The River», яку він написав у співавторстві з колишнім фронтменом Oasis. Це був один з одинадцяти треків, написаних Уайяттом, які увійшли до другого альбому Галлагера Why Me? Чому ні. , сім з яких він також створив. Альбом вийшов у вересні 2019 року та посів перше місце в британських чартах.

### Інститутські роботи
| рік      | Назва            | Заклад                                 | Співробітники                |
| -------- | ---------------- | -------------------------------------- | ---------------------------- |
| 2016 рік | Валіум Валентина | MoMA PS1                               | Сара Ортмайер                |
| 2012 рік | Вуглецеве життя  | Королівська опера / Королівський балет | Марк Ронсон і Уейн МакГрегор |
| 2010 рік | Хвилі            | Новий музей                            | Себастьян Млинарський        |

## Студійні Альбоми
- 2004: The A.M.
- 2009: Miike Snow
- 2012: Happy To You
- 2013: Descender
- 2016: ІІІ